# Édifice Jacques-Parizeau
L'édifice Jacques-Parizeau, anciennement le centre CDP Capital, est un immeuble de bureaux situé au 1000, place Jean-Paul-Riopelle, dans le Quartier international de Montréal.
Ce « gratte-ciel horizontal » est principalement occupé par La Caisse de dépôt et de placement du Québec (d'où l'acronyme CDP) dont il est le siège administratif montréalais.
Reliant le square Victoria à la place Jean-Paul-Riopelle, il est également relié au réseau piétonnier du Montréal souterrain.

## Histoire
L'édifice de 12 étages et de 52 770 mètres carrés a été construit à partir d'octobre 2000 et terminé en 2003, d'après les plans des architectes Daoust Lestage, FABG et Lemay. Le projet a été piloté par SITQ Immobilier, la filiale de la Caisse spécialisée dans les immeubles de bureaux.
En juin 2015, il est renommé édifice Jacques-Parizeau, en l'honneur de l'ancien premier ministre du Québec et architecte de la Caisse de dépôt et de placement du Québec durant les années 1960.